# Матч-турнир трёх за звание чемпионки мира по шахматам 1956
Матч-турнир трёх за звание чемпионки мира по шахматам проходил с 21 августа по 25 сентября 1956 года в Москве.
Главный арбитр — Ф. Андерссон (Швеция).
Участницы: чемпионка мира Е. Быкова, победительница турнира претенденток 1955 года О. Рубцова и экс-чемпионка мира Л. Руденко. Проводился в 8 кругов, по 3 тура в каждом. Борьба за 1-е место велась между Быковой и Рубцовой. Перед последним, 24-м туром Быкова опережала Рубцову на пол-очка, но была в этом туре свободна от игры. Рубцова выиграла партию последнего тура у Руденко и, опередив Быкову на пол-очка, стала 4-й чемпионкой мира в истории шахмат.

## Таблица матча
| № | Участники        | 1               | 2               | 3               |  | + | −  | = | Очки |
| - | ---------------- | --------------- | --------------- | --------------- |  | - | -- | - | ---- |
| 1 | Ольга Рубцова    |                 | ½ ½ ½ 1 ½ 0 1 ½ | ½ 1 0 1 0 1 1 1 |  | 7 | 3  | 6 | 10   |
| 2 | Елизавета Быкова | ½ ½ ½ 0 ½ 1 0 ½ |                 | 1 ½ 1 ½ 1 1 0 1 |  | 6 | 3  | 7 | 9½   |
| 3 | Людмила Руденко  | ½ 0 1 0 1 0 0 0 | 0 ½ 0 ½ 0 0 1 0 |                 |  | 3 | 10 | 3 | 4½   |